# دوروثي فيلدز
دوروثي فيلدز (بالإنجليزية: Dorothy Fields)‏ هي كاتبة سيناريو وملحنة وكاتبة غنائية وكاتِبة وشاعرة أمريكية، ولدت في 15 يوليو 1905 في ألينهورست في الولايات المتحدة، وتوفيت في 28 مارس 1974 في نيويورك في الولايات المتحدة بسبب سكتة.

## وصلات خارجية
- دوروثي فيلدز على موقع IMDb (الإنجليزية)
- دوروثي فيلدز على موقع الموسوعة البريطانية (الإنجليزية)
- دوروثي فيلدز على موقع ميوزك برينز (الإنجليزية)
- دوروثي فيلدز على موقع قاعدة بيانات برودواي على الإنترنت (الإنجليزية)
- دوروثي فيلدز على موقع إن إن دي بي (الإنجليزية)
- دوروثي فيلدز على موقع ديسكوغز (الإنجليزية)
- دوروثي فيلدز على موقع قاعدة بيانات الفيلم (الإنجليزية)